# دارخزک سیچوآن
دارخزک سیچوآن (نام علمی: Certhia tianquanensis) نام یک گونه از سرده دارخزک‌ها است.